# Team Notebooksbilliger.de
El Team Notebooksbilliger.de (codi UCI: TNB) va ser un equip ciclista alemany, de ciclisme en ruta que va competir professionalment entre 2006 i 2007. Va tenir categoria Continental.

## Principals resultats

### A les grans voltes
- Giro d'Itàlia
  - 0 participacions

- Tour de França
  - 0 participacions

- Volta a Espanya
  - 0 participacions

## Classificacions UCI
L'equip participava en les proves dels circuits continentals.
UCI Àfrica Tour
| Temporada | Classificació per equips | Millor ciclista en la classificació individual |
| --------- | ------------------------ | ---------------------------------------------- |
| 2007      | 10è                      | Markus Weinberg (61è)                          |

UCI Àsia Tour
| Temporada | Classificació per equips | Millor ciclista en la classificació individual |
| --------- | ------------------------ | ---------------------------------------------- |
| 2006      | 36è                      | Philip Schulz (154è)                           |

UCI Europa Tour
| Temporada | Classificació per equips | Millor ciclista en la classificació individual |
| --------- | ------------------------ | ---------------------------------------------- |
| 2007      | 109è                     | Markus Weinberg (712è)                         |